# Arancha González Laya
María Aránzazu „Arancha” González Laya (ur. 22 maja 1969 w San Sebastián) – hiszpańska prawniczka i dyplomatka, w latach 2013–2020 dyrektor wykonawczy Międzynarodowego Centrum Handlu, od 2020 do 2021 minister spraw zagranicznych.

## Życiorys
Ukończyła studia prawnicze na Uniwersytecie Nawarry, kształciła się następnie w zakresie prawa europejskiego na Universidad Carlos III de Madrid. Pracowała początkowo w firmie prawniczej, zajmując się doradztwem w zakresie handlu, konkurencji i pomocy publicznej. Była też zatrudniona w Komisji Europejskiej, w latach 2002–2004 pełniła funkcję rzeczniczki prasowej do spraw handlu, jednocześnie była doradczynią komisarza UE do spraw handlu Pascala Lamy. Od 2005 do 2013 kierowała gabinetem Pascala Lamy, gdy ten był dyrektorem generalnym Światowej Organizacji Handlu. W 2013 została powołana na dyrektora wykonawczego Międzynarodowego Centrum Handlu, międzynarodowej organizacji zajmującej się rozwojem handlu i będącej wspólną inicjatywą WTO oraz ONZ.
W styczniu 2020 objęła stanowisko ministra spraw zagranicznych, europejskich i kooperacji w drugim gabinecie Pedra Sáncheza. Urząd ten sprawowała do lipca 2021. W 2022 została dziekanem PSIA, szkoły stosunków międzynarodowych działającej w strukturze Instytutu Nauk Politycznych w Paryżu.